# Ђезу Марија (Месина)
Ђезу Марија је насеље у Италији у округу Месина, региону Сицилија.
Према процени из 2011. у насељу је живело 28 становника. Насеље се налази на надморској висини од 607 м.